# Eccellenza Friuli-Venezia Giulia 2022-2023
Il campionato italiano di calcio di Eccellenza regionale 2022-2023 è il 32º organizzato in Italia. Rappresenta il quinto livello (1º livello regionale) del calcio italiano.
Questo è il girone organizzato dal Comitato Regionale Friuli-Venezia Giulia.

## Stagione

### Avvenimenti
Col CU 001 del 01/07/2022 il Comitato Regionale F.V.G. ha comunicato le 20 squadre aventi diritto di partecipare al campionato di Eccellenza del Friuli Venezia Giulia 2022-23:
- 17 hanno mantenuto la categoria: Brian Lignano, Chiarbola Ponziana, Chions, Fiume Veneto Bannia, Kras, Codroipo, Pro Cervignano, Pro Fagagna, Pro Gorizia, San Luigi, Sanvitese, Sistiana, SPAL Cordovado, Tamai, Tricesimo, Virtus Corno e Zaule Rabuiese
- Nessuna è stata retrocessa dalla Serie D
- 3 sono state promosse dalla Promozione : Maniago Vajont, Juventina (vincitrici dei gironi) e Forum Julii (vincitrice dei play-off)

Col CU 012 del 19/08/2022 il Comitato Regionale conferma la iscrizione regolare delle 20 società aventi diritto.

### Formula
Obbligo di impiego di calciatori "giovani".

In considerazione che il Consiglio Direttivo del Comitato Regionale Friuli Venezia Giulia, nella  riunione del 07 luglio 2022 ha stabilito di non prevedere disposizioni aggiuntive, si ricorda, di  seguito, che la L.N.D., con pubblicazione sul C.U. n. 15 dd. 07.04.2022 e sul C.U n. 1 del 01.07.2022, ha stabilito che nelle singole gare dell’attività ufficiale 2022/2023, le Società partecipanti ai Campionati di ECCELLENZA e PROMOZIONE avranno l’obbligo di impiegare
– sin dall’inizio e per l’intera durata delle stesse e, quindi, anche nel caso di sostituzioni successive di uno o più dei partecipanti – almeno DUE calciatori così distinti in relazione alle seguenti fasce di età:
- 1 nato dall’1.1.2003 in poi
- 1 nato dall’1.1.2004 in poi

Il meccanismo promozioni-retrocessioni è illustrato nel CU 017 del 01.09.2022 e non sono previsti play-off e play-out. L'edizione 2023-24 sarà a 18 squadre e la 2024-25 a 16.
| MECCANISMO PROMOZIONI-RETROCESSIONI FRIULI-VENEZIA GIULIA 2022-23 |                                                                                      |                                                                                      |                                                  |
| Società regionali retrocesse dalla Serie D:                       | Nessuna                                                                              | Una                                                                                  | Due                                              |
| Promossa in Serie D                                               | La prima classificata                                                                | La prima classificata                                                                | La prima classificata                            |
| Retrocederanno dall'Eccellenza                                    | Le quattro squadre ultime classificate                                               | Le cinque squadre ultime classificate                                                | Le cinque squadre ultime classificate            |
| Promosse dalla Promozione                                         | La prima classificata in ciascuno dei due gironi Un’altra squadra a seguito Play Off | La prima classificata in ciascuno dei due gironi Un’altra squadra a seguito Play Off | La prima classificata in ciascuno dei due gironi |

## Squadre partecipanti
| Club                                | Città (provincia)            | Stadio                            | Stagione precedente                        |
| ----------------------------------- | ---------------------------- | --------------------------------- | ------------------------------------------ |
| A.S.D. Brian Lignano Calcio         | Lignano Sabbiadoro (UD)      | Stadio Guido Teghil               | 2ª in Eccellenza/A. Primo turno play-off   |
| A.S.D. Calcio Maniago Vajont        | Maniago (PN)                 | Stadio Comunale                   | 1ª in Promozione/A                         |
| A.S.D. Chiarbola Ponziana Calcio    | Chiarbola, Trieste           | Campo sportivo Umberto Buffalo    | 6ª in Eccellenza/B                         |
| A.P.C. Chions                       | Chions (PN)                  | Stadio Francesco Tesolin          | 1ª in Eccellenza/A. Semifinalista play-off |
| A.S.D. Comunale Fiume Veneto Bannia | Fiume Veneto (PN)            | Campo Principale                  | 11ª in Eccellenza/A. Salvo dopo play-out   |
| A.S.D. Forum Julii Calcio           | Cividale del Friuli (UD)     | Stadio Comunale "A" di Gagliano   | 3ª in Promozione/B. Vincitore play-off     |
| A.S.D. Juventina S.Andrea           | Gorizia                      | Stadio Comunale di Sant'Andrea    | 1ª in Promozione/B                         |
| A.S.D. N.K. Kras Repen              | Repen di Monrupino (TS)      | Stadio Dario Skabar               | 7ª in Eccellenza/B                         |
| A.S.D. Pol. Codroipo                | Codroipo (UD)                | Campo di via Cinconvallazione Sud | 7ª in Eccellenza/A                         |
| A.S.D. Pro Cervignano Muscoli       | Cervignano del Friuli (UD)   | Stadio P. Dissabo                 | 11ª in Eccellenza/B. Salva dopo play-out   |
| A.S.D. U.S. Pro Fagagna             | Fagagna (UD)                 | Campo di via Tonutti              | 10ª in Eccellenza/A. Salva dopo play-out   |
| A.S.D. Pro Gorizia                  | Gorizia                      | Stadio Enzo Bearzot               | 2ª in Eccellenza/B. Finalista play-off     |
| A.S.D. San Luigi Calcio             | Trieste                      | Campo comunale di via Felluga     | 5ª in Eccellenza/B                         |
| A.S.D. Sanvitese                    | San Vito al Tagliamento (PN) | Campo polisportivo comunale       | 6ª in Eccellenza/A                         |
| A.S.D. Sistiana Sesljan             | Sistiana (TS)                | Campo sportivo di Visogliano      | 10ª in Eccellenza/B. Salvo dopo play-out   |
| A.S.D. S.P.A.L. Cordovado           | Cordovado (PN)               | Campo di via Circonvallazione     | 3ª in Eccellenza/A. Semifinalista play-off |
| S.P. Tamai                          | Tamai di Brugnera (PN)       | Stadio comunale di Tamai          | 5ª in Eccellenza/A                         |
| A.S.D. Tricesimo                    | Tricesimo (UD)               | Stadio Mario Giordano             | 4ª in Eccellenza/A                         |
| A.S.D. Virtus Corno                 | Corno di Rosazzo (UD)        | Stadio G.A. Cudiz                 | 4ª in Eccellenza/B                         |
| A.S.D. Zaule Rabuiese               | Muggia (TS)                  | Stadio Comunale Zaccaria          | 3ª in Eccellenza/B                         |

## Classifica finale
|  | Pos. | Squadra             | Pt | G  | V  | N  | P  | GF | GS | DR  |
|  | ---- | ------------------- | -- | -- | -- | -- | -- | -- | -- | --- |
|  | 1.   | Chions              | 85 | 38 | 26 | 7  | 5  | 88 | 32 | +56 |
|  | 2.   | Tamai               | 75 | 38 | 22 | 9  | 7  | 78 | 39 | +39 |
|  | 3.   | Pro Gorizia         | 67 | 38 | 19 | 10 | 9  | 61 | 39 | +22 |
|  | 4.   | SPAL Cordovado      | 67 | 38 | 19 | 10 | 9  | 53 | 43 | +10 |
|  | 5.   | Brian Lignano       | 67 | 38 | 20 | 7  | 11 | 62 | 41 | +21 |
|  | 6.   | San Luigi           | 62 | 38 | 18 | 8  | 12 | 56 | 46 | +10 |
|  | 7.   | Sistiana Sesljan    | 59 | 38 | 16 | 11 | 11 | 52 | 54 | −2  |
|  | 8.   | Pro Fagagna         | 56 | 38 | 17 | 5  | 16 | 53 | 58 | −5  |
|  | 9.   | Zaule Rabuiese      | 52 | 38 | 13 | 13 | 12 | 61 | 61 | 0   |
|  | 10.  | Fiume Veneto Bannia | 50 | 38 | 11 | 17 | 10 | 44 | 42 | +2  |
|  | 11.  | Juventina S. Andrea | 48 | 38 | 12 | 12 | 14 | 50 | 54 | −4  |
|  | 12.  | Maniago Vajont      | 47 | 38 | 12 | 11 | 15 | 57 | 63 | −6  |
|  | 13.  | Chiarbola Ponziana  | 46 | 38 | 12 | 10 | 16 | 43 | 57 | −14 |
|  | 14.  | Codroipo            | 45 | 38 | 10 | 15 | 13 | 51 | 54 | −3  |
|  | 15.  | Tricesimo           | 43 | 38 | 11 | 10 | 17 | 41 | 60 | −19 |
|  | 16.  | Sanvitese           | 40 | 38 | 10 | 10 | 18 | 52 | 60 | −8  |
|  | 17.  | Virtus Corno        | 37 | 38 | 9  | 10 | 19 | 54 | 69 | −15 |
|  | 18.  | Pro Cervignano      | 37 | 38 | 10 | 7  | 21 | 51 | 75 | −24 |
|  | 19.  | Forum Julii         | 28 | 38 | 5  | 13 | 20 | 42 | 70 | −28 |
|  | 20.  | Kras                | 25 | 38 | 4  | 13 | 21 | 44 | 76 | −32 |

Legenda:
       Promosso in Serie D 2023-2024.
  Partecipa ai play-off nazionali.
       Retrocesso in Promozione 2023-2024.
Regolamento:
Tre punti a vittoria, uno a pareggio, zero a sconfitta.
La classifica tiene conto di:
- Punti.
- Scontri diretti.
- Differenza reti negli scontri diretti.
- Differenza reti generale.
- Reti realizzate.
- Sorteggio.

Note:
La Sanvitese ha dovuto aspettare 2 settimane per la salvezza: infatti, se il Torviscosa avesse perso il play-out e fosse retrocesso dalla Serie D 2022-2023, sarebbero retrocessi anche i bianco-rossi di San Vito.

## Risultati
Venerdì 26 agosto 2022 alle ore 18:00 presso il Teatro Modena di Palmanova, il Comitato Regionale F.V.G. ha diramato il calendario.
|                     | B.L  | C.P  | Chi  | Cod  | FVB  | F.J  | Juv  | Kra  | M.V  | Cer  | Fag  | Gor  | S.L  | Svt  | Sis  | SPA  | Tam  | Tri  | V.C  | Z.R  |
| ------------------- | ---- | ---- | ---- | ---- | ---- | ---- | ---- | ---- | ---- | ---- | ---- | ---- | ---- | ---- | ---- | ---- | ---- | ---- | ---- | ---- |
| Brian Lignano       | –––– | 0-0  | 2-0  | 3-3  | 1-0  | 3-0  | 0-1  | 3-1  | 4-1  | 2-1  | 3-1  | 0-1  | 2-2  | 2-1  | 2-3  | 1-2  | 3-1  | 0-1  | 2-0  | 3-1  |
| Chiarbola Ponziana  | 3-1  | –––– | 0-2  | 1-0  | 1-1  | 1-0  | 1-2  | 3-0  | 2-1  | 1-1  | 1-0  | 1-1  | 0-1  | 3-2  | 1-0  | 2-4  | 1-3  | 5-1  | 1-1  | 2-2  |
| Chions              | 1-2  | 1-0  | –––– | 2-0  | 4-1  | 2-1  | 3-1  | 2-0  | 0-0  | 5-1  | 6-1  | 2-1  | 1-2  | 3-2  | 3-2  | 0-1  | 0-0  | 2-0  | 5-0  | 5-0  |
| Codroipo            | 2-1  | 1-2  | 1-3  | –––– | 2-1  | 1-1  | 0-0  | 3-3  | 0-1  | 3-0  | 2-2  | 2-1  | 2-1  | 0-3  | 3-1  | 2-3  | 1-0  | 1-1  | 2-0  | 1-1  |
| Fiume Veneto Bannia | 0-2  | 1-0  | 0-1  | 1-0  | –––– | 3-0  | 1-1  | 4-0  | 1-1  | 2-2  | 0-0  | 2-0  | 1-1  | 1-1  | 0-1  | 0-0  | 0-1  | 0-1  | 1-1  | 2-1  |
| Forum Julii         | 0-1  | 0-1  | 1-4  | 1-1  | 0-1  | –––– | 3-3  | 2-2  | 4-4  | 3-1  | 2-1  | 0-1  | 0-0  | 2-6  | 1-1  | 1-2  | 2-2  | 2-1  | 1-1  | 0-2  |
| Juventina           | 0-2  | 6-0  | 1-1  | 2-1  | 1-1  | 0-0  | –––– | 0-2  | 1-0  | 1-1  | 0-1  | 1-0  | 3-0  | 4-0  | 0-0  | 1-2  | 0-4  | 1-2  | 2-0  | 1-1  |
| Kras                | 4-3  | 0-0  | 0-2  | 2-2  | 2-2  | 2-2  | 2-3  | –––– | 0-3  | 0-2  | 0-0  | 1-2  | 0-1  | 0-2  | 1-1  | 2-1  | 0-1  | 2-2  | 3-2  | 1-3  |
| Maniago Vajont      | 1-1  | 1-1  | 1-6  | 1-1  | 2-2  | 2-3  | 2-0  | 4-0  | –––– | 3-0  | 0-1  | 1-4  | 2-1  | 2-1  | 1-2  | 1-3  | 1-2  | 2-1  | 1-0  | 2-2  |
| Pro Cervignano      | 1-3  | 1-2  | 0-1  | 0-3  | 1-1  | 1-2  | 2-1  | 3-3  | 2-3  | –––– | 0-1  | 2-2  | 1-3  | 2-3  | 2-1  | 1-2  | 2-3  | 1-2  | 2-1  | 3-0  |
| Pro Fagagna         | 0-1  | 2-0  | 3-2  | 3-2  | 1-2  | 3-1  | 1-2  | 2-1  | 1-0  | 0-2  | –––– | 0-2  | 3-1  | 2-0  | 1-2  | 1-2  | 1-3  | 1-2  | 2-3  | 2-1  |
| Pro Gorizia         | 1-0  | 1-0  | 1-1  | 2-0  | 0-2  | 2-0  | 1-1  | 3-2  | 5-3  | 0-2  | 2-3  | –––– | 3-1  | 2-2  | 0-1  | 3-2  | 1-0  | 1-1  | 1-1  | 2-0  |
| San Luigi           | 1-2  | 4-1  | 1-1  | 2-2  | 3-0  | 2-1  | 2-2  | 2-1  | 5-2  | 1-2  | 4-1  | 2-1  | –––– | 1-0  | 1-0  | 0-1  | 0-1  | 2-1  | 2-1  | 0-1  |
| Sanvitese           | 1-3  | 0-0  | 1-1  | 0-0  | 3-0  | 2-1  | 1-2  | 0-0  | 0-1  | 1-2  | 0-2  | 1-1  | 0-1  | –––– | 1-1  | 2-2  | 0-2  | 5-2  | 2-4  | 2-1  |
| Sistiana            | 1-2  | 3-1  | 0-3  | 2-1  | 1-1  | 2-1  | 3-3  | 1-1  | 2-1  | 1-1  | 1-2  | 1-2  | 0-0  | 2-1  | –––– | 1-1  | 2-2  | 2-1  | 3-2  | 3-1  |
| SPAL Cordovado      | 0-0  | 1-0  | 0-2  | 0-0  | 0-2  | 2-0  | 3-1  | 2-2  | 1-1  | 2-1  | 1-1  | 0-4  | 1-0  | 0-3  | 3-0  | –––– | 0-2  | 2-0  | 0-1  | 1-2  |
| Tamai               | 1-0  | 1-1  | 1-2  | 2-0  | 3-3  | 2-0  | 3-1  | 3-2  | 1-1  | 6-0  | 1-2  | 0-1  | 2-3  | 3-1  | 6-0  | 2-2  | –––– | 2-0  | 2-2  | 2-2  |
| Tricesimo           | 1-1  | 1-0  | 2-5  | 2-2  | 1-1  | 1-0  | 2-0  | 1-0  | 0-2  | 2-1  | 1-1  | 1-1  | 0-0  | 1-2  | 0-2  | 0-1  | 0-3  | –––– | 2-2  | 2-0  |
| Virtus Corno        | 3-1  | 6-1  | 0-1  | 0-1  | 1-2  | 3-3  | 3-1  | 1-0  | 1-1  | 4-2  | 0-2  | 0-5  | 1-2  | 0-0  | 0-1  | 1-3  | 1-3  | 3-1  | –––– | 2-3  |
| Zaule Rabuiese      | 0-0  | 4-3  | 2-2  | 3-3  | 1-1  | 1-1  | 3-0  | 3-2  | 2-1  | 0-2  | 5-2  | 0-0  | 3-1  | 4-0  | 1-2  | 0-0  | 1-2  | 2-1  | 2-2  | –––– |

## Coppa
La coppa regionale è stata vinta dal Brian Lignano che, il 7 gennaio 2023, ha battuto in finale a Tamai il Chions per 2–1 dopo i tempi supplementari.